# Charles William Morris
Charles William Morris (ur. 23 maja 1901 w Denver, zm. 15 stycznia 1979 w Gainesville) – amerykański filozof i semiotyk, jeden z głównych przedstawicieli filozofii semantycznej. Sformułował podstawy semiotyki. 
W latach 1931–1947 był profesorem uniwersytetu w Chicago, od 1958 r. – uniwersytetu Gainesville. Był współpracownikiem International Encyclopedia of Unified Science. 

## Dzieła
- Foundations of the Theory of Signs (1938)
- Signs, Language, and Behavior (1946)
- Signification and Significance (1964)